# Кавалькада (фільм, 1933)
«Кавалькада» (англ. Cavalcade) — американська військова мелодрама режисера Френка Ллойда 1933 року.
Лауреат премії «Оскар» 1933 року в трьох номінаціях: «Найкращий фільм року», «Найкраща режисура» і «Найкраща робота художника-постановника».

## Сюжет
Фільм «Кавалькада» охоплює історичний період з відзначення 1899 Нового року до 31 грудня 1933 року. Перед очима героїв відбуваються такі події, як англо-бурська війна, смерть королеви Вікторії, аварії «Титаніка» і Перша світова війна.

## У ролях
- Діана Віньяр — Джейн Мерріот
- Клайв Брук — Роберт Мерріот
- Уна О'Коннор — Еллен Бріджс
- Герберт Мандін — Альфред Бріджс
- Беріл Мерсер — Кук
- Ірен Браун — Маргарет Гарріс
- Темпе Піготт — місис Снайппер
- Мерл Тоттенем — Енні
- Френк Лоутон — Джо Мерріот
- Урсула Джинс — Фанні Бріджс
- Маргарет Ліндсей — Едіт Гарріс
- Джон Варбертон — Джордж Грейнджер